# 아라이 히데카즈
아라이 히데카즈(新井秀和 あらい ひでかず, 1979년 10월 14일 ~ 일본 군마현 다카사키시)은 일본의 언론인이며 NHK 소속의 남성 아나운서이다.

## 생애 및 입사
아라이(新井) 아나운서는 1979년 10월 14일 일본 군마현 다카사키시에서 태어나 군마현립 다카사키 상업고등학교를 졸업하고 사이타마현에 스루가다이 대학을 졸업을 하고 2003년에 NHK에 입사를 했다. 입사동기로는 하시모토 나오코 아나운서와 모리타 요헤이 아나운서이다. 그는 첫 발령지인 NHK 고치 방송국에서 아나운서로의 시작을 했다. 그 이후 NHK 구마모토 방송국→NHK 후쿠오카 방송국을 거치고 2016년 4월부터 현재 NHK 방송 센터에서 활동을 하고 있으며 현재 NHK 뉴스 오하요 일본의 주말 진행을 맡고 있다.

## 특이 사항
그는 셀카찍는 것이 취미이고 노래를 부르거나 노래를 듣는 것이다.